# Березники (Артемовський міський округ)
Березники́ (рос. Березники) — селище у складі Артемовського міського округу Свердловської області.
Населення — 53 особи (2010, 60 у 2002).
Національний склад населення станом на 2002 рік: росіяни — 90 %.